# Rogati Hrib
Rogati Hrib je naselje u slovenskoj Općini Kočevju. Rogati Hrib se nalazi u pokrajini Dolenjskoj i statističkoj regiji Jugoistočnoj Sloveniji. 

## Stanovništvo
Prema popisu stanovništva iz 2002. godine naselje je imalo 0 stanovnika.